# Theridion volubile
Theridion volubile là một loài nhện trong họ Theridiidae.
Loài này thuộc chi Theridion. Theridion volubile được Eugen von Keyserling miêu tả năm 1884.